# Лоуренс, Чарльз
Ча́рльз Ло́уренс (англ. Charles Lawrence; 16 декабря 1828, Лондон — 20 декабря 1916) — крикетист клуба «Суррей», член английской команды по крикету (1854—1857), впоследствии ставший капитаном команды австралийских аборигенов во время её первого визита в Англию в 1868 году.
Лоуренс играл за «Суррей» между 1854—1857 годами, а когда английская крикетная команда под предводительством ХХ Стивенсона отправилась на серию матчей в Сидней, остался в этом городе. Он жил в Сиднее и тренировал молодых спортсменов, что позволило ему стать капитаном команды Австралии во время первой поездки в Англию. Сам Лоуренс играл в крикет до глубокой старости.